# Тамбакунда (област)
Тамбакунда е една от 11-те области на Сенегал. Разположена е в югоизточната част на страната и граничи с Мали и Гвинея. Столицата на областта е град Тамбакунда. Площта ѝ е 42 364 км², а населението е 681 310 души (по преброяване от 2013 г.). Разделена е на 4 департамента.
Тамбакунда е главната спирка по железопътната линия Дакар – Бамако и е най-голямата област на Сенегал. В сравнение с останалите области, тази област е най-рядко заселена и икономически най-изостанала.